# 攝影記者

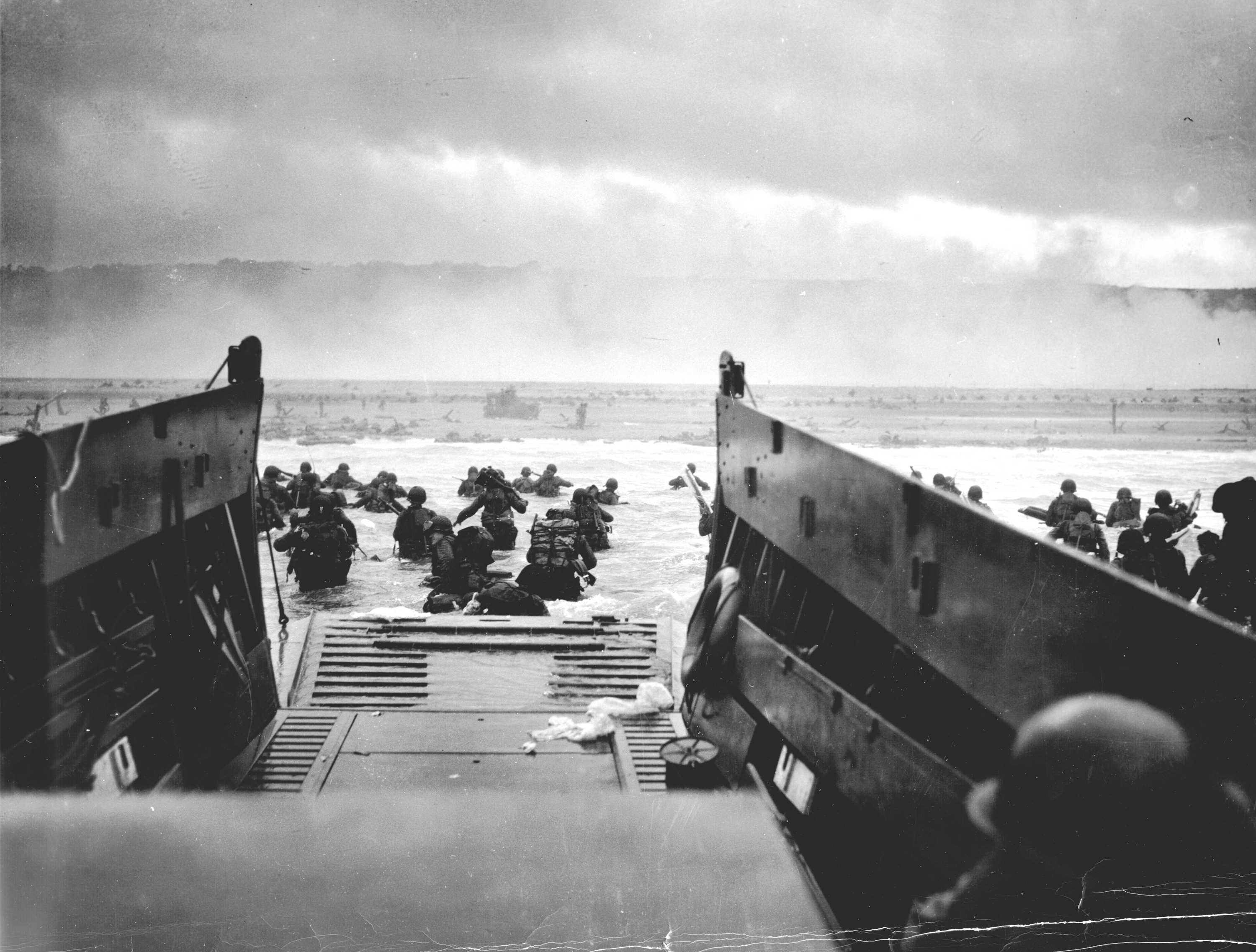
1944年盟軍登陸的情況

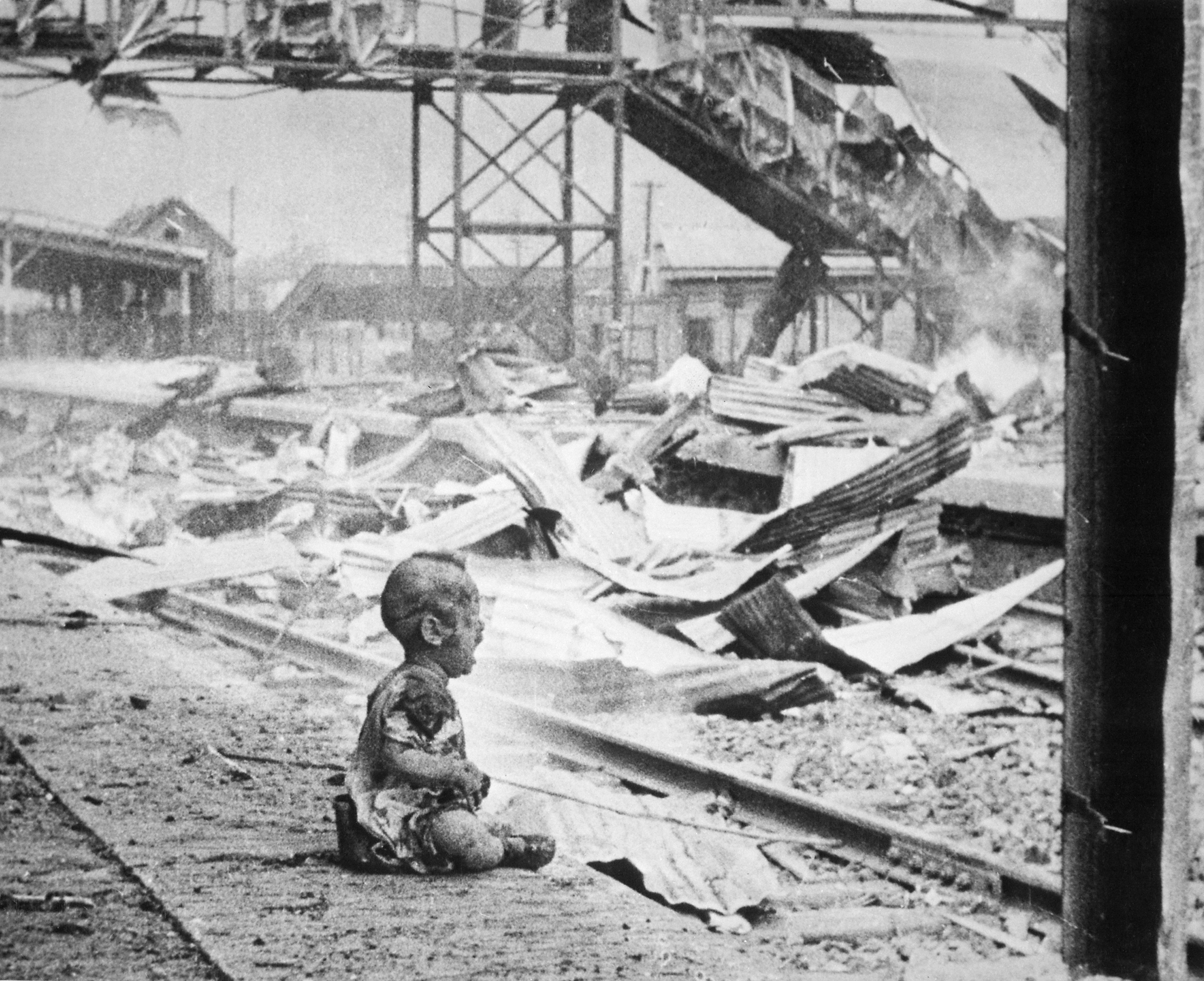
華裔攝影師王小亭作品《中國娃娃》

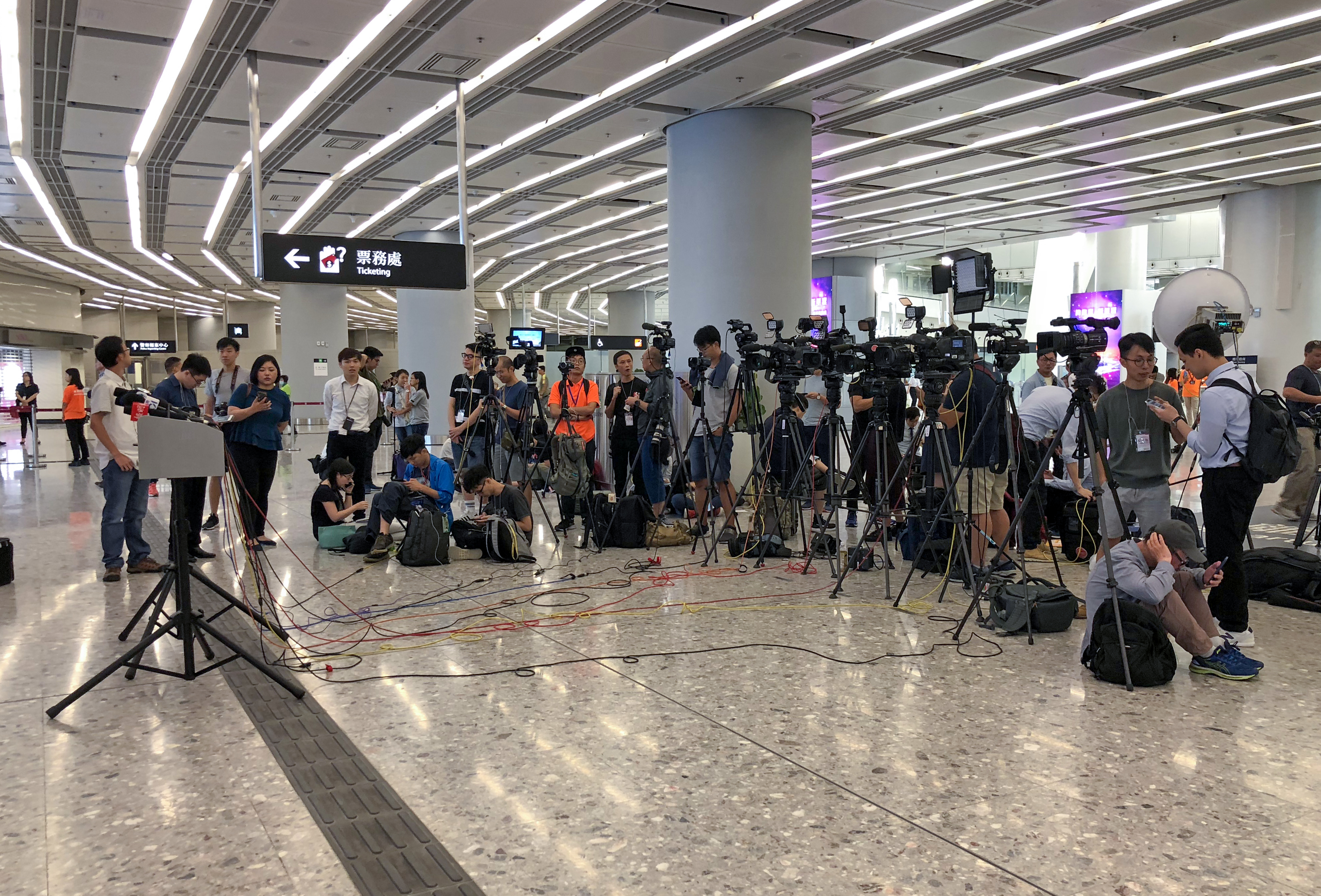
攝影記者

攝影記者，是記者之一，又稱為新聞攝影師，他們的工作是以寫實照片攝影、攝錄、採訪、編輯為主，是一種新聞專業工作者，因為攝影記者要具有強烈的新聞觸覺、判斷力及影像表達技術。
攝影記者的職業操守首要是不可以製造合成照片。 最大的工作意外是遇襲，甚至殉職，例如以戰地記者最多。

## 著名新聞攝影師
- 喬治·羅傑
- 羅伯特·卡帕
- 長井健司
- 阿爾弗雷德·艾森士塔特
- 尤金·史密斯
- 休·范艾斯

## 作品出版媒體
- 傳播媒體
- 印刷
- 報紙
- 廣播
- 雜誌
- 電影記錄片
- 電視

## 相關
- 生活 (雜誌)
- 香港攝影記者協會
- 戰地記者
- 攝影機
- 攝錄機
- 微波傳送
- 實時現場直播
- 新聞學
- 狗仔隊